# West Carrollton (Ohio)
West Carrollton es una ciudad ubicada en el condado de Montgomery en el estado estadounidense de Ohio. En el Censo de 2010 tenía una población de 13143 habitantes y una densidad poblacional de 762,29 personas por km².

## Geografía
West Carrollton se encuentra ubicada en las coordenadas 39°40′11″N 84°15′20″O / 39.66972, -84.25556. Según la Oficina del Censo de los Estados Unidos, West Carrollton tiene una superficie total de 17.24 km², de la cual 16.68 km² corresponden a tierra firme y (3.27%) 0.56 km² es agua.

## Demografía
Según el censo de 2010, había 13143 personas residiendo en West Carrollton. La densidad de población era de 762,29 hab./km². De los 13143 habitantes, West Carrollton estaba compuesto por el 86.77% blancos, el 8.93% eran afroamericanos, el 0.27% eran amerindios, el 1.13% eran asiáticos, el 0.01% eran isleños del Pacífico, el 0.87% eran de otras razas y el 2.02% pertenecían a dos o más razas. Del total de la población el 2.57% eran hispanos o latinos de cualquier raza.